# Scheid bei Volkmarsen

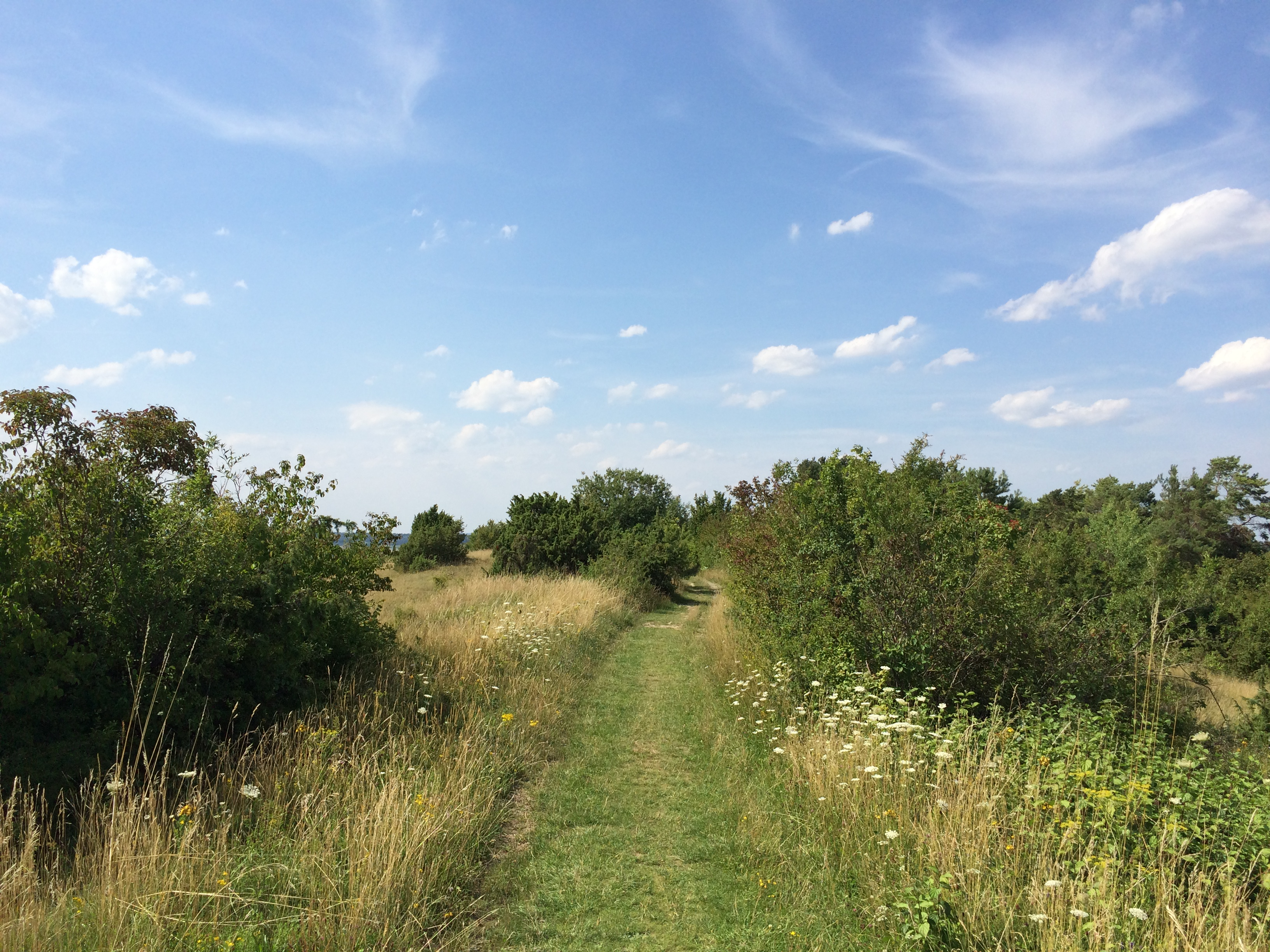
Naturschutzgebiet Scheid bei Volkmarsen (August 2015)

Das Naturschutzgebiet und FFH-Gebiet Scheid bei Volkmarsen liegt auf dem Gebiet der Stadt Volkmarsen im Landkreis Waldeck-Frankenberg in Hessen.
Das aus zwei Teilflächen bestehende etwa 89,9 ha große Gebiet, das im Jahr 1987 unter der Kennung 1635030 unter Naturschutz gestellt wurde, erstreckt sich direkt südlich des Ortsrandes von Volkmarsen. Östlich des Gebietes, das aus Kalk-Halbtrockenrasen mit Büschen und Bäumen besteht, fließt die Erpe, ein rechter Zufluss der Twiste (Diemel), nördlich und östlich verläuft die Landesstraße L 3075.
2008 wurde das Areal als FFH-Gebiet in das europäische Natura 2000-Netzwerk aufgenommen.